# Wiehe
Pour les articles homonymes, voir Wiehe (homonymie).
Wiehe est une ancienne commune allemande de Thuringe dans la vallée de l'Unstrut. Le 1er janvier 2019 elle fusionne avec la ville de Roßleben et les communes de Donndorf und Nausitz à la nouvelle commune de Roßleben-Wiehe.

## Démographie
| - 1994 - 2.403 - 1995 - 2.372 - 1996 - 2.356 - 1997 - 2.395 | - 1998 - 2.418 - 1999 - 2.398 - 2000 - 2.311 - 2001 - 2.295 | - 2002 - 2.283 - 2003 - 2.271 - 2004 - 2.236 |

Source: Thüringer Landesamt für Statistik

## Personnalités
- Leopold von Ranke